# Castelfranco di Sotto
Castelfranco di Sotto és un municipi situat al territori de la província de Pisa, a la regió de la Toscana, (Itàlia).
Castelfranco di Sotto limita amb els municipis d'Altopascio, Bientina, Fucecchio, Montopoli in Val d'Arno, San Miniato, Santa Croce sull'Arno i Santa Maria a Monte.